# Sudžanskij rajon
Il Sudžanskij rajon (in russo Суджанский район?) è un rajon dell'Oblast' di Kursk, nella Russia europea; il capoluogo è Sudža. Fondato nel 1928, ricopre una superficie di 996 chilometri quadrati.

## Storia
In seguito all'invasione russa dell'Ucraina del 2022, il distretto di Sudžanskij fu ripetutamente teatro di attacchi in territorio russo a causa della vicinanza al confine con l'Ucraina. All'inizio dell'agosto 2024 è stata lanciata un'offensiva ucraina nella regione, che avanzò rapidamente contro difese sorprese e mal preparate e portò all'occupazione ucraina della città di Sudža e dell'area circostante. Tra febbraio e marzo 2025, l'Ucraina perse il controllo della maggior parte del territorio occupato, compreso il capoluogo del rajon.